# Miguel Herrera (football, 1989)
Pour les articles homonymes, voir Herrera.
Miguel Ángel Herrera, né le 3 avril 1989 à Uruapan, est un footballeur mexicain qui évolue au poste de défenseur à Tiburones Rojos Veracruz.